# Partit Socialista Democràtic Espanyol
Partit Socialista Democràtic Espanyol (PSDE) fou un partit polític espanyol fundat el 1976, de tendència socialdemòcrata i liderat per Antonio García López i Antonio del Toro. Sorgeix com a conseqüència d'una escissió d'Unión Social-Demócrata Española (USDE). A les eleccions generals espanyoles de 1977 va formar part de la coalició Aliança Socialista Democràtica (ASD) amb el PSOE-històric. Després dels minsos resultats, va ser cancel·lat en 1978 per acord de l'Assemblea General.